# ساموئل اسگود
ساموئل اسگود (Samuel Osgood) (زادهٔ ۳ فوریه ۱۷۴۷ - درگذشتهٔ ۱۲ اوت ۱۸۱۳)، تاجر و سیاستمدار آمریکایی بود که در آندوور ماساچوست که در حال حاضر بخشی از آندوور شمالی در ماساچوست است، به‌دنیا آمد. خانه او هنوز در خیابان ۴۴۰ اسگود در آندوور شمالی وجود دارد. همچنین خانه دیگر او در شهر نیویورک، با عنوان خانه ساموئل اسگود، نخستین ارگ ریاست جمهوری کشور بوده‌است. او در مجالس قانون‌گذاری ایالت ماساچوست و نیویورک خدمت کرد، نماینده ماساچوست در کنگره قاره‌ای بود و چهارمین مدیر کل پُست در ایالات متحده (اولین مدیر کل بر اساس قانون اساسی فعلی) بود که در دوره نخست ریاست جمهوری جورج واشینگتن خدمت کرد.
در سال ۱۸۱۲، به عنوان اولین رئیس بانک تازه تأسیس شهر نیویورک که بعداً به سیتی‌بانک تغییر نام یافت، منصوب شد. این بانک بعدها به سیتی‌گروپ امروزی تبدیل شد.

## اوایل زندگی
جان اسگود در سال ۱۶۳۸ از آندوور انگلستان به ماساچوست آمد. او در سال ۱۶۴۶ یک سکونت‌گاه جدید در آنجا بنیان گذاشت و نامش را، از روی نام زادگاه خودش، آندوور گذاشت. چهار نسل بعد از آن، کاپیتان پیتر اسگود در آنجا زندگی کرد و در سال ۱۷۴۷ سومین کودکش به‌دنیا آمد که نامش را ساموئل گذاشت.
ساموئل در آکادمی دامر (که اکنون آکادمی گاورنر نامیده می‌شود) و سپس در کالج هاروارد در رشته الهیات تحصیل کرد و در سال ۱۷۷۰ فارغ‌التحصیل شد. او سپس به آندوور بازگشت تا حرفه بازرگانی را دنبال کند. او به شبه نظامیان محلی پیوست، به نمایندگی از شهر در مجلس استعماری انتخاب شد و در سال ۱۷۷۵ به کنگره استانی پیوست که به عنوان یک حکومت انقلابی فعالیت می‌کرد.

## انقلاب
اسگود در بهار ۱۷۷۵ یک گروه محلی متشکل از رزمندگان فوراً آماده به‌خدمت را در نبرد لکسینگتون و کنکورد رهبری کرد. آنها انگلیسی‌های در حال عقب‌نشینی را دنبال کردند و در محاصره بوستون نقش داشتند. با جمع‌شدن نیروهای بیشتر، او در حین خدمت در کمبریج به عنوان فرمانده یک تیپ منصوب شد. او به عنوان دستیار ژنرال آرتماس وارد شد و تا درجه سرهنگ ارتقا یافت. هنگامی که محاصره در بهار ۱۷۷۶ با موفقیت پیش رفت، اسگود ارتش را ترک کرد و به کنگره استانی بازگشت.
کنگره استانی، اسگود را به عضویت در هیئت جنگ ماساچوست منصوب کرد و تا سال ۱۷۸۰ که دولت دوباره سازماندهی شد، در آنجا خدمت کرد. او در سال‌های ۱۷۷۹–۱۷۸۰ نماینده ایالت در کنوانسیون قانون اساسی بود. بر اساس قانون اساسی جدید او در سال ۱۷۸۰ به عضویت مجلس سنای ایالت ماساچوست انتخاب شد و به مدت دو دوره در آنجا خدمت کرد. دولت جدید اسگود را به عنوان یکی از نمایندگان خود در کنگره قاره‌ای معرفی کرد و از سال ۱۷۸۲ تا ۱۷۸۴ در آنجا خدمت کرد.
پس از یک دوره کوتاه در مجلس نمایندگان ماساچوست در سال ۱۷۸۴، فرماندار در سال ۱۷۸۵ اسگود را به عنوان قاضی منصوب کرد، اما خیلی زود وقتی که کنگره ملی او را به عنوان کمیسر خزانه‌داری در اواخر همان سال منصوب کرد، از سمت قضاوت استعفا داد. او برای تصدی این سمت به شهر نیویورک نقل مکان نمود و تا پایان دولت کنگره‌ای در این سمت بود.

## ژنرال پُست و حرفه نیویورک
هنگامی که در سال ۱۷۸۹ یک دولت جدید در ایالات متحده روی کار آمد، رئیس‌جمهور واشینگتن، اسگود را طبق قانون اساسی جدید ایالات متحده به عنوان نخستین مدیر کل پُست منصوب کرد. وی جایگزین ابنزر هازارد شد که توسط کنگره قاره‌ای به عنوان رئیس پُست شهر نیویورک منصوب شده بود. اسگود از سال ۱۷۸۹ تا ۱۷۹۱ به عنوان مدیر کل پُست خدمت کرد. یکی از اولین کارهایی که اسگود انجام داد، این بود که اداره پُست بالتیمور را به اداره کل منطقه‌ای جدید تبدیل کرد که مدیر آن کاترین گدارد بود. اسگود به گدارد دستور داد تا از سمت خود استعفا دهد و جان وایت جایگزین او شد.
مقر دولت فدرال در آن زمان در شهر نیویورک و اقامتگاه رسمی رئیس‌جمهور در خانه ساموئل اسگود واقع در خیابان ۳ چری بود که خانه ساموئل اسگود و خانواده‌اش بود. اسگود این عمارت را به واشینگتن هدیه کرد تا رئیس‌جمهور و همسرش در بهترین خانه شهر سکونت داشته باشند؛ بنابراین، این اقامتگاه به نخستین ارگ اداری در آمریکا تبدیل شد.
هنگامی که دولت فدرال برای یک دوره ده ساله به فیلادلفیا نقل مکان کرد و پیش از آن که سرانجام در واشینگتن دی‌سی مستقر شود، اسگود ترجیح داد تا در نیویورک بماند و در سال ۱۷۹۱ از سمت خود استعفا داد. اسگود در سال ۱۷۹۲ یکی از انتخاب کنندگان ریاست جمهوری بود و رأی خود را به جورج واشینگتن و جورج کلینتون داد.
او در سال‌های ۱۸۰۰ تا ۱۸۰۱ و ۱۸۰۲ عضو مجلس ایالتی نیویورک بود و در سال‌های ۱۸۰۰ تا ۱۸۰۱ به عنوان سخنگوی مجلس فعالیت داشت. او در سال ۱۸۰۳ توسط رئیس‌جمهور توماس جفرسون به عنوان افسر نیروی دریایی در بندر نیویورک منصوب شد و تا هنگام مرگ در این سمت باقی بود. او در آخرین سال عمرش رئیس شعبه بانک تازه تأسیس سیتی‌بانک در نیویورک شد.
اسگود عضو انجمن فلسفه آمریکا بود و سال‌های آخر عمرش را وقف نوشتن و مطالعه کرده بود. او مکاتبات گسترده‌ای با جورج واشینگتن و توماس جفرسون و بسیاری افراد دیگر داشت.

## زندگی شخصی
اسگود در ۴ ژانویه ۱۷۷۵ با مارتا براندون ازدواج کرد. مارتا در سال ۱۷۷۸ درگذشت. در ۲۴ مه ۱۷۸۶، اسگود با ماریا براون (۱۷۵۴–۱۸۱۳)، بیوه والتر فرانکلین و مادر ماریا فرانکلین کلینتون، همسر نخست فرماندار نیویورک، دیویت کلینتون ازدواج کرد. آنها دختری به نام مارتا براندون اسگود داشتند که با دیپلمات ادموند-چارلز ژنت ازدواج کرد. ایزاک برادر اسگود، در ۱۲ اکتبر ۱۷۹۰ با سارا پیکمن (۱۷۷۲–۱۷۹۱) ازدواج کرد؛ پس از مرگ سارا، او در ۸ دسامبر ۱۷۹۴ با خواهرش، ربکا تیلور پیکمن (۱۷۷۵–۱۸۰۱) ازدواج کرد. آنها صاحب یک پسر به نام ایزاک اسگود پسر شدند که دخترش شارلوت با موزس تی. استیونز ازدواج کرد و یک دختر به نام سالی پیکمن اسگود داشتند که با بیلی لورینگ ازدواج کرد و صاحب یک پسر به نام جورج بی. لورینگ شد. ایزاک در سال ۱۸۰۲ برای بار سوم، با مری پیکمن، دختربرادر دو همسر قبلی‌اش ازدواج کرد. دو همسر قبلی او دختر برادران بنجامین پیکمن و همسر سوم ایزاک، خواهر بنجامین پیکمن بود.

## مرگ
او در سال ۱۸۱۳ در شهر نیویورک درگذشت.
زادگاه او در آندوور شمالی ماساچوست در خیابانی قرار دارد که به نام خانواده‌اش نام‌گذاری شده و در فهرست ملی مکان‌های تاریخی قرار دارد. اقامتگاه او در نیویورک نیز در این فهرست ثبت شده‌است. پرتره سرهنگ اسگود از زمان ریاست جمهوری لینکلن در اتاق رئیس‌جمهور در ارگ کنگره ایالات متحده آمریکا نگهداری می‌شود.